# Ben Schwartz
Benjamin "Ben" Schwartz, född 15 september 1981 i Bronx i New York, är en amerikansk skådespelare, komiker, regissör, producent och manusförfattare.
Schwartz är bland annat känd för sin roll som Jean-Ralphio Saperstein i TV-serien Parks and Recreation. Han gjorde även rösten till Sonic i filmen Sonic the Hedgehog.